# فاينل فانتسي 16
فاينل فانتسي 16 (بالإنجليزية: Final Fantasy XVI)‏ هي لعبة أكشن تقمص أدوار من تطوير ونشر شركة سكوير إنكس، وهي الجزء السادس عشر من سلسلة ألعاب فاينل فانتسي٬ صدرت اللعبة في 22 يونيو 2023 حصرياً لجهاز بلاي ستيشن 5. خلافا لما عهدناه من أجزاء سلسلة فاينل فانتسي التي تم تصنيفها لمن هم فوق سن السادسة عشر٬ فإنها هي أول لعبة التي يتم تصنيفها لمن فوق سن 18.

## طريقة اللعب
تتميز اللعبة ببيئات مفتوحة مجزأة ونظام قتال قائم على الحركة يشتمل على هجمات قتالية وسحرية. اللعبة تدور أحداثها في عالم فاليسثيا الخيالي. تنتشر في جميع أنحاء قارتين الرماد والعاصفة بلورات سحرية تُعرف باسم Mothercrystals ، والتي توفر طاقة الأثير للمجموعات السكانية المختلفة وتدفع الحضارة بشظايا ملغومة للاستخدام التجاري.

## الاستقبال
تلقت اللعبة مراجعات "متفاوتة بشكل عام" بناءً على 100 النقاد وفقا لموقع ميتاكريتيك (متوسط تقييم 88%).
| استقبال |        |
| --- | ------ |
| مجموع النقاط المجموع نقاط ميتاكريتيك 88/100 [ 6 ] نتائج المراجعة نشرة نقاط دستركتويد 9/10 [ 7 ] يورو غيمر [ 8 ] فاميتسو 39/40 [ 9 ] غيم إنفورمر 8.5/10 [ 10 ] غيم سبوت 9/10 [ 11 ] غيمز رادار [ 12 ] آي جي إن 9/10 [ 13 ] شاك نيوز 8/10 [ 14 ] فيديو غيمر.كوم 7/10 [ 15 ] واشنطن بوست [ 16 ] |        |
| مجموع النقاط |        |
| المجموع | نقاط   |
| ميتاكريتيك | 88/100 |
| نتائج المراجعة |        |
| نشرة | نقاط   |
| دستركتويد | 9/10   |
| يورو غيمر | [ 8 ]  |
| فاميتسو | 39/40  |
| غيم إنفورمر | 8.5/10 |
| غيم سبوت | 9/10   |
| غيمز رادار | [ 12 ] |
| آي جي إن | 9/10   |
| شاك نيوز | 8/10   |
| فيديو غيمر.كوم | 7/10   |
| واشنطن بوست | [ 16 ] |

### مبيعات
باعت اللعبة أكثر من 3 ملايين نسخة حول العالم خلال أسبوعها الأول. وكانت أيضًا الأكثر مبيعًا خلال الأسبوع الأول من إصدارها في اليابان، حيث بيعت 336،027 نسخة مادية (اقراص).

## روابط خارجية
فاينل فانتسي 16 على موقع IMDb (الإنجليزية)